# St. Sebastian (Reschen)

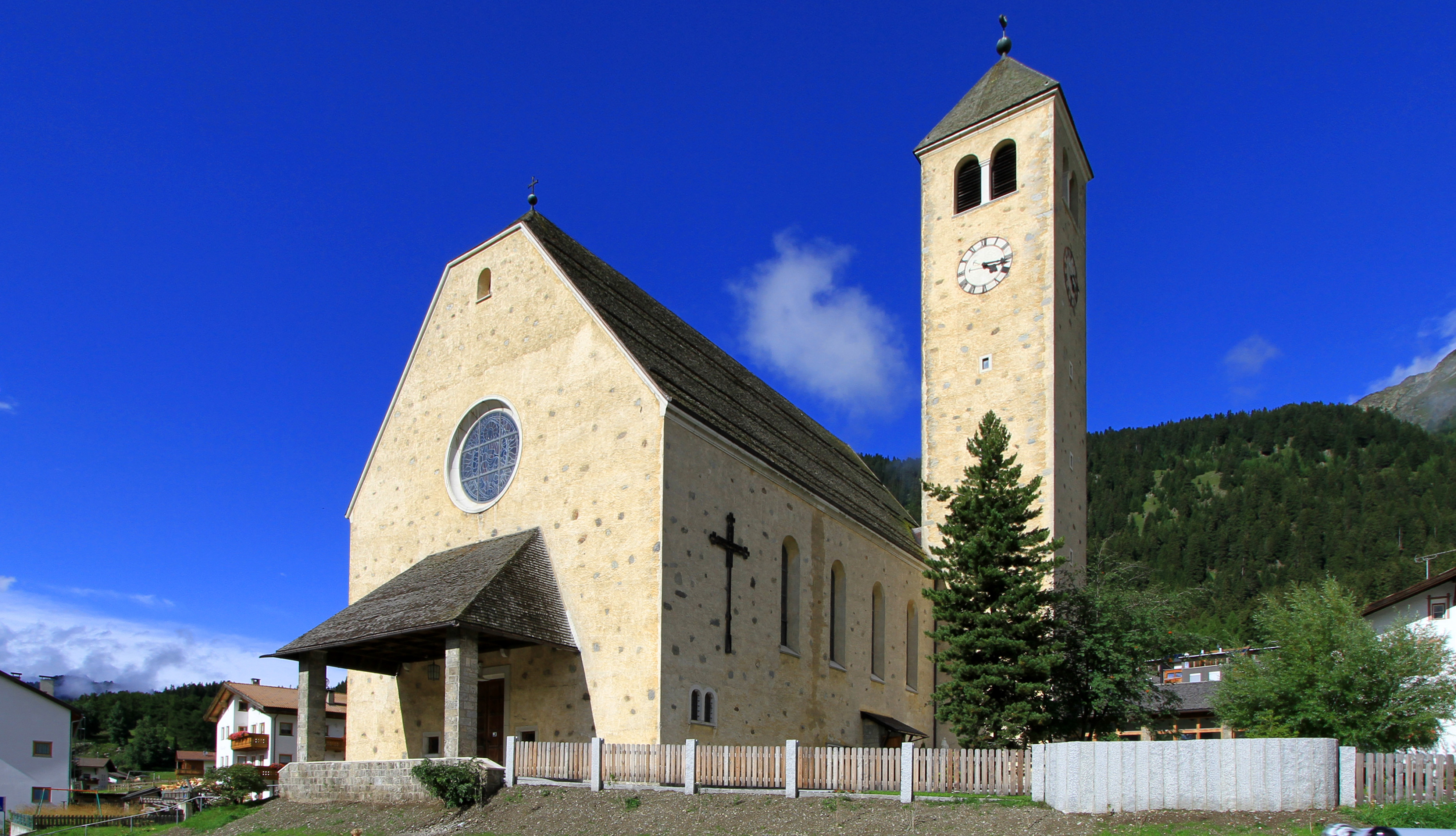
Neu-St. Sebastian

St. Sebastian im Dorf Reschen am See in der Gemeinde Graun im Vinschgau (Südtirol) ist die Pfarrkirche der Pfarrei zum heiligen Sebastian. Sie ist seit 1816 der Diözese Brixen angegliedert und gehörte bis dahin zum Bistum Chur. Seit 2012 bildet sie mit den Pfarrkirchen St. Katharina, Graun, St. Valentin im gleichnamigen Ort sowie mit St. Nikolaus und St. Martin in Langtaufers eine gemeinsame Seelsorgeeinheit.
Der heutige Kirchenbau ist der zwischen 1951 und 1953 nach Plänen von Luis Plattner (1901–1976) aus Bozen erfolgte Neubau, nachdem der tiefer und westlicher stehende alte Vorgängerbau wegen der Flutung der neuen Stauanlage Reschensee Ende der 1940er-Jahre zusammen mit dem Altdorf Reschen abgerissen werden musste. Am 24. Mai 2016 wurde St. Sebastian in Reschen-Neudorf unter Denkmalschutz gestellt.

## Geschichte

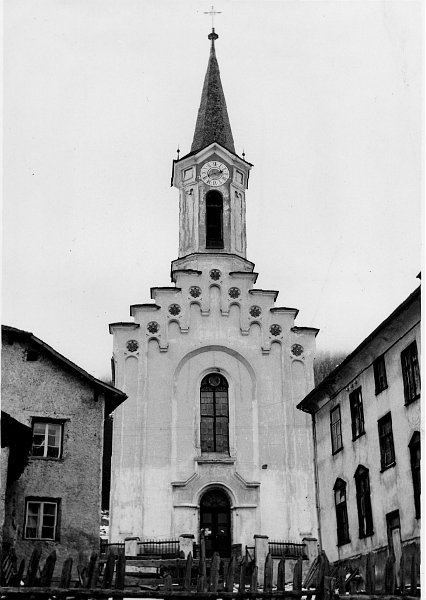
Alte Kirche von 1873

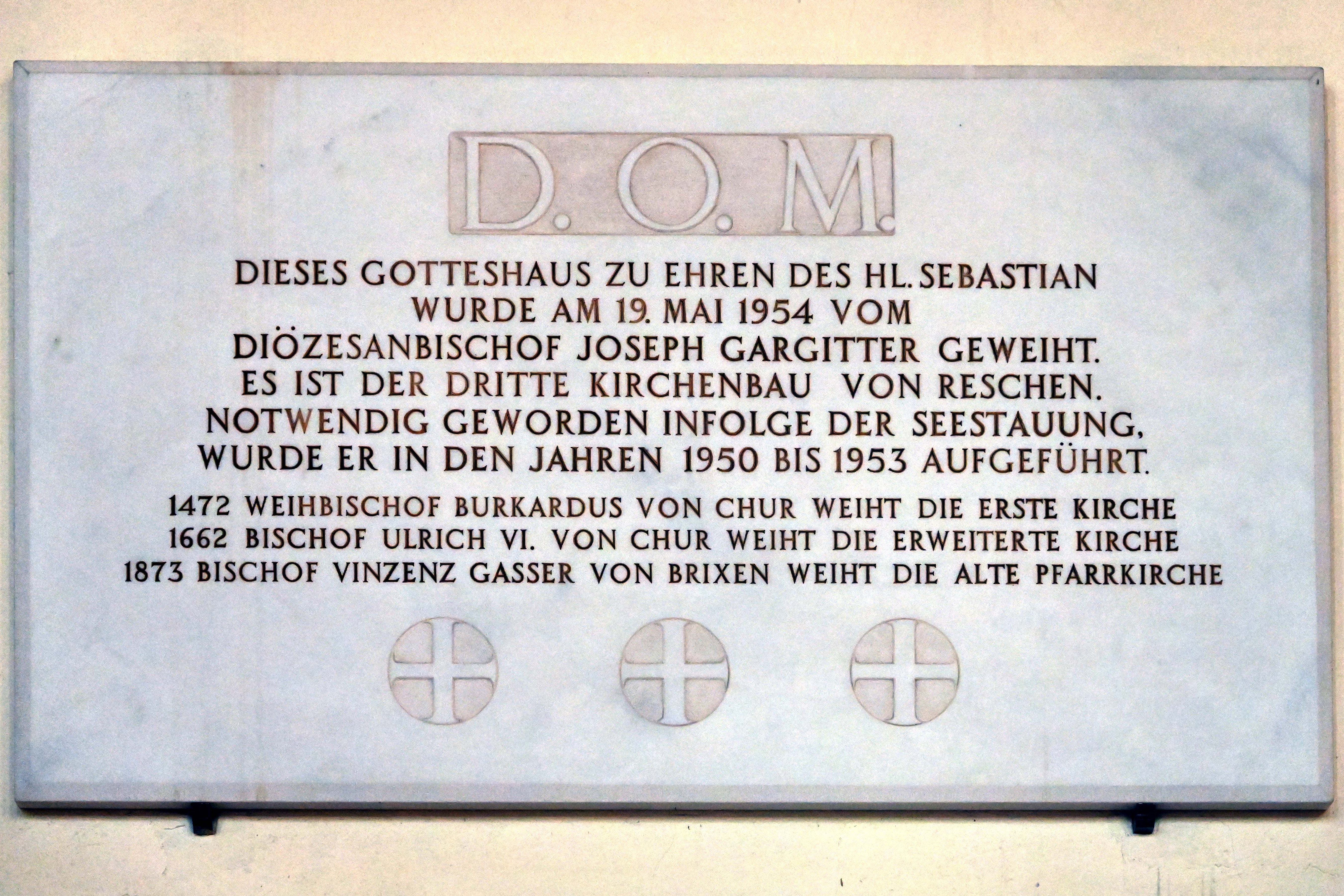
Weihedaten der neuen Kirche

Aufzeichnungen in einem Weihebrief lassen den Schluss zu, dass 1472 eine erste Kapelle im Altdorf Reschen – heute auf dem Grund des Reschensees – existiert hatte, die von Weihbischof Burchard Tuberflug von Chur dem hl. Sebastian und dem hl. Fabian geweiht worden war. Nach der letzten großen Pestwelle wurde 1635 in deren Umfeld der Reschener Friedhof angelegt. Im Verlauf der folgenden Jahre erwies sich die Kapelle als zu klein für die wachsende Bevölkerung und sie wurde zu einer Kirche ausgebaut; innen erhielt sie eine Empore. Am 4. August 1662 fand eine erneute Einweihung des Gotteshauses durch Ulrich de Mont, den Bischof von Chur, statt, diesmal zu Ehren der Heiligsten Dreifaltigkeit, der Jungfrau Maria und erneut des hl. Sebastians.
Im Verlauf des späten 18. Jahrhunderts verfiel die Kirche zunehmend, aber die Kirchengemeinde und Dorfverwaltung verfügten nicht über die finanziellen Mittel für eine grundlegende Restaurierung. Dazu schreibt der Bozener Lehrer Josef Harrasser im „Dorfbuch von Reschen“: „Das Expositurkirchlein zum hl. Sebastian am Reschen ist anerkannt eines der armseligsten in unserem Vaterlande, nicht nur seit Jahren an Raum viel zu klein, sondern in Folge der Feuchtigkeit von innen so sehr mit Grünspan überzogen, dass die Schließung derselben von Seiten des Hochw. Fürstbischöflichen Ordinariats nicht ohne Grund zu befürchten stand.“ (S. 39–40).
Aber es dauerte bis Mitte des 19. Jahrhunderts, bis mit einem Kirchenbaufonds ein Neubau möglich war. Der Grundstein wurde 1856 gelegt; fertiggestellt war die Kirche am 20. Januar 1864, dem Tag des Patronatsfestesfestes. Bei der Errichtung des Dachstuhls war es zu einem schweren Unglück gekommen, bei dem sieben Arbeiter abstürzten, von denen zwei starben und fünf zum Teil schwer verletzt wurden. Schließlich wurde das neue Gotteshaus im Jahr 1873 von Bischof Vinzenz Gasser aus Brixen geweiht. 
Die alte Sebastiankirche hatte drei Altäre, wobei der Hochaltar dem Namenspatron St. Sebastian gewidmet war, der rechte Seitenaltar der Unbefleckten Empfängnis und der linke Altar der hl. Elisabeth von Thüringen. Im Jahr 1870 erhielt die Kirche eine Orgel sowie im Laufe der Zeit fünf Glocken.
Nachdem die Kirchen von Graun, Reschen und Langtaufers anfangs bis 1440 zur Pfarrei St. Benedikt  im etwa 15 Kilometer entfernten Mals gehört hatten und von dort aus verwaltet worden waren, war St. Sebastian anschließend eine von der Pfarrei St. Katharina in Graun abhängige Expositur und wurde erst 1933 zur selbstständigen Pfarrei erhoben. Damit kamen auch die Martinskapelle am Giernhof und die Wallfahrtskapelle Valiertegg sowie die Nikolauskapelle Rojen in den Bestand der neuen Pfarre.
Mit dem Beschluss zum Bau des neuen Stausees stand auch das Ende des alten Ortskerns und der Kirche fest. Am 10. August 1951 wurde die letzte Messe in der alten Pfarrkirche St. Sebastian gefeiert und das Gotteshaus 10 Jahre später ebenso wie alle auf dem entstehenden Talsperrengrund befindlichen Häuser abgerissen.

## Neue Pfarrkirche St. Sebastian

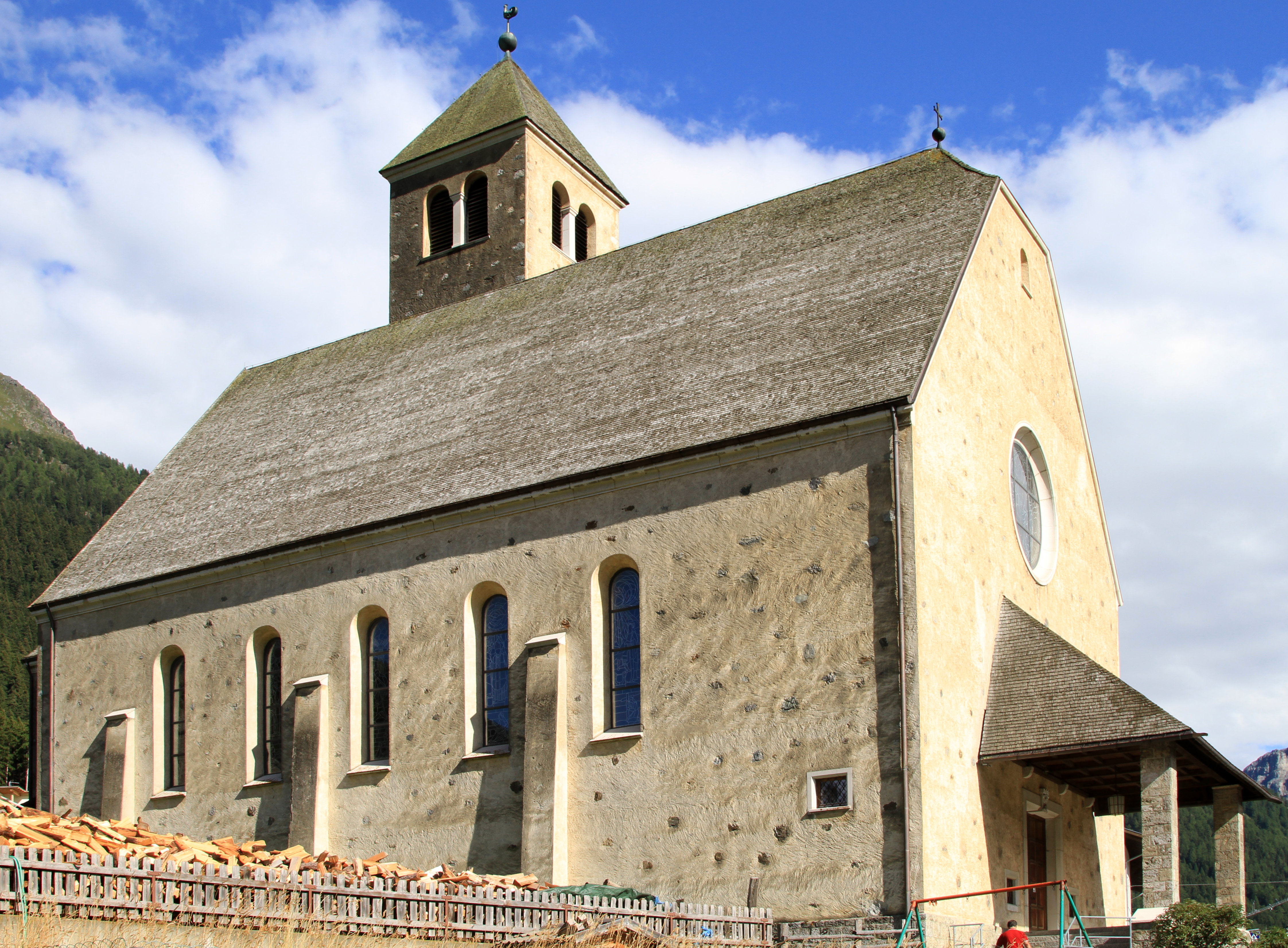
Nord- und Westseite

Erneut unter Sparzwang und mit vielen Abstrichen an den ursprünglichen Plänen des Architekten Luis Plattner, der an der Technischen Hochschule München studiert hatte, wurde Anfang der 1950er-Jahre die neue Pfarrkirche im „Neudorf“ von Reschen erbaut und am 19. Mai 1954 von Diözesanbischof Joseph Gargitter geweiht. Entstanden war eine Saalkirche mit abgerundetem und niedrigerem Chor, steilem Krüppelwalmdach mit Schindeln und einem hohen, quadratischen Turm mit einem Zeltdach am südöstlichen Gebäudeeck. Unter dem Dachgesims hat der Turm auf jeder Seite zwei kleine rundbogige, mit Lamellen abgedeckte Schallöffnungen. Die Nordfassade der Kirche ist mit drei Stützpfeilern verstärkt.
Der schlichte rechteckige Haupteingang mit einer massiven hölzernen Doppelflügeltür liegt wind- und wettergeschützt unter einem weit vorkragenden, auf rechteckigen Stützpfeilern ruhenden Dachvorbau. In der Mitte des Türsturzes wurde ein großer Wappenstein eingelassen.

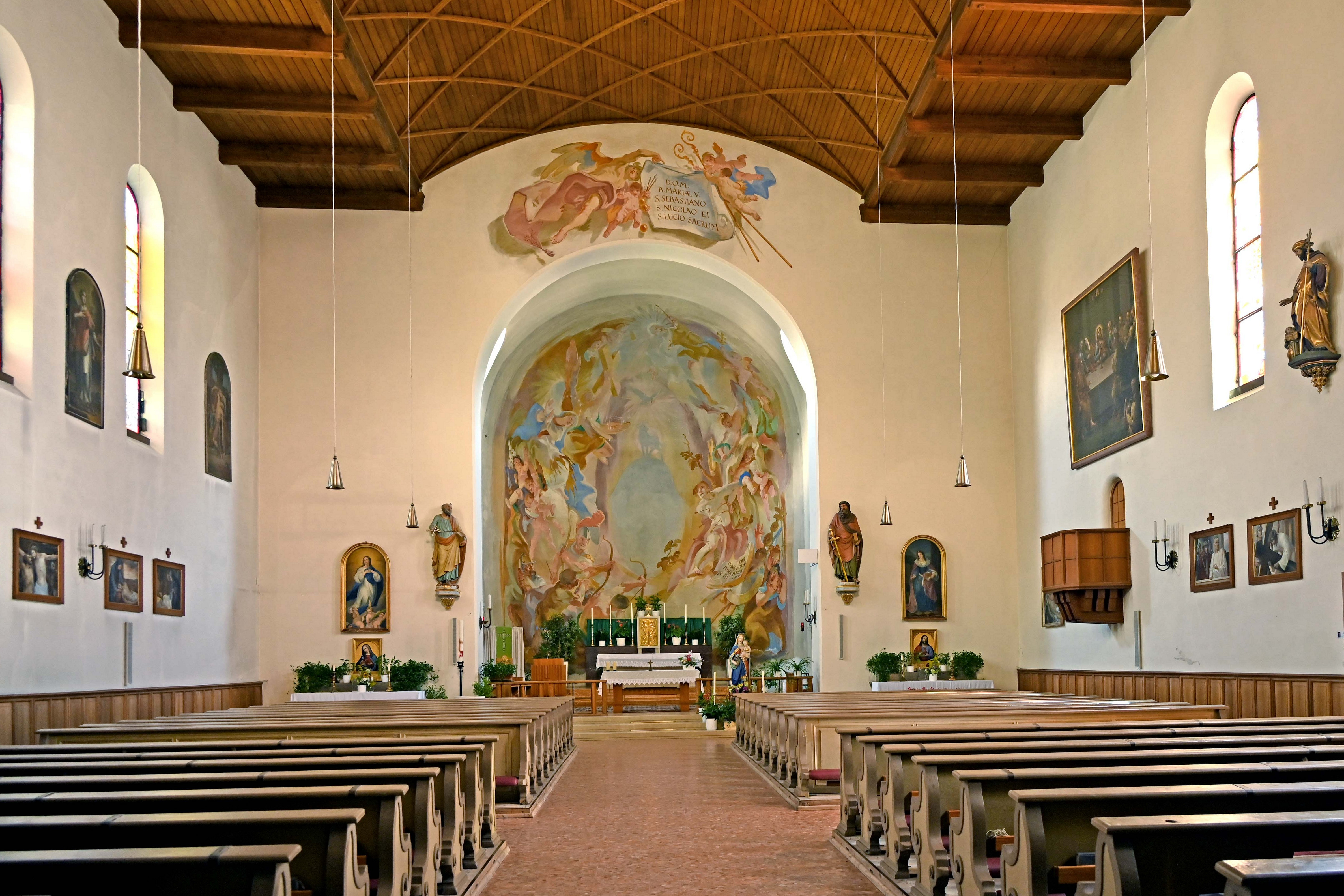
Innenraum

Durch fünf hohe, aber schmale Rundbogenfenster an der Nordseite und vier an der Südseite sowie ein Rosettenfenster über dem Haupteingang fällt Tageslicht in das Innere der Kirche. Darüber hinaus wurden einige kleinere rechteckige Fenster seitlich des Eingangsportals und in den Seitenfassaden der Kirche auf Höhe des Eingangsbereiches eingebaut. Das Portal und die kleineren Fenster sind mit einer Granitrahmung versehen, wogegen die großen Fenster im Langhaus lediglich eine Granitplatte als Sohlbank haben.
Eines dieser hohen Rundbogenfenster ist von besonderer Bedeutung. Es stellt im oberen Teil den heiligen Josef nach antikem Vorbild dar. Zu seinen Füßen sitzt ein geflügeltes Engelkind mit einer Handwerkerkiste auf den Knien und ein weiterer Engel schwebt vom Himmel. Eine Hand des Engels weist auf das Monogramm der Jungfrau Maria im Symbol der Verschmelzung von Sonne und Mond. Im unteren Viertel des Fensters zeigt sich eine Darstellung der alten Josefskapelle aus dem Weiler Pitz, der ebenfalls bei der Flutung versunken ist.
Im Inneren der Kirche hat sich der Architekt für eine tonnengewölbte, mit Quer- und Diagonalstreben verstärkte Holzdecke entschieden. Der Übergang zur Chorapsis ist in Form eines großen, deckenhohen Rundbogenportals gestaltet. Blickfang ist ein von dem Innsbrucker Künstler Wolfram Köberl gemaltes Fresko, das die Wand hinter dem neuen flachen Hauptaltar vollständig ausfüllt und das Martyrium des hl. Sebastian darstellt.
Die beiden Seitenaltäre aus grauem Marmor, links die Immaculata und rechts die hl. Elisabeth, stammen ebenso aus der alten Pfarrkirche wie das Pietàgemälde aus dem 17. Jahrhundert. Mehrere holzgeschnitzte Heiligenfiguren sowie wertvolle Gemälde mit biblischen Motiven und ein aus 14 Einzelgemälden bestehender Kreuzweg von Johann Baptist Oberkofler aus dem Jahr 1960 zieren die Wände des Langhauses. Weitere Glasmalereien befinden sich in der Taufkapelle, die der Innsbrucker Künstler Max Spielmann schuf.
Das Geläut der Kirche hat sieben Glocken, von denen die schwerste 1200 kg wiegt. Die mit 70 kg leichteste ist gleichzeitig die älteste Glocke; sie wurde 1476 gegossen. Die größte Glocke wurde am 25. September 1988 eingeweiht und gedenkt mit ihrem Geläut den Opfer beider Weltkriege.

Impressionen
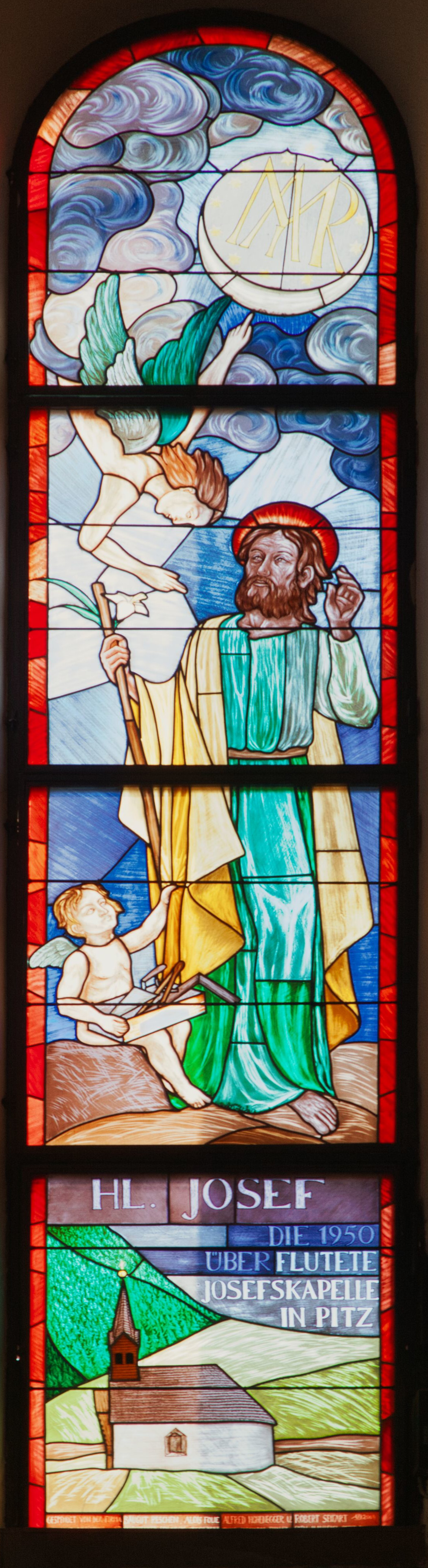
Glas-Malerei
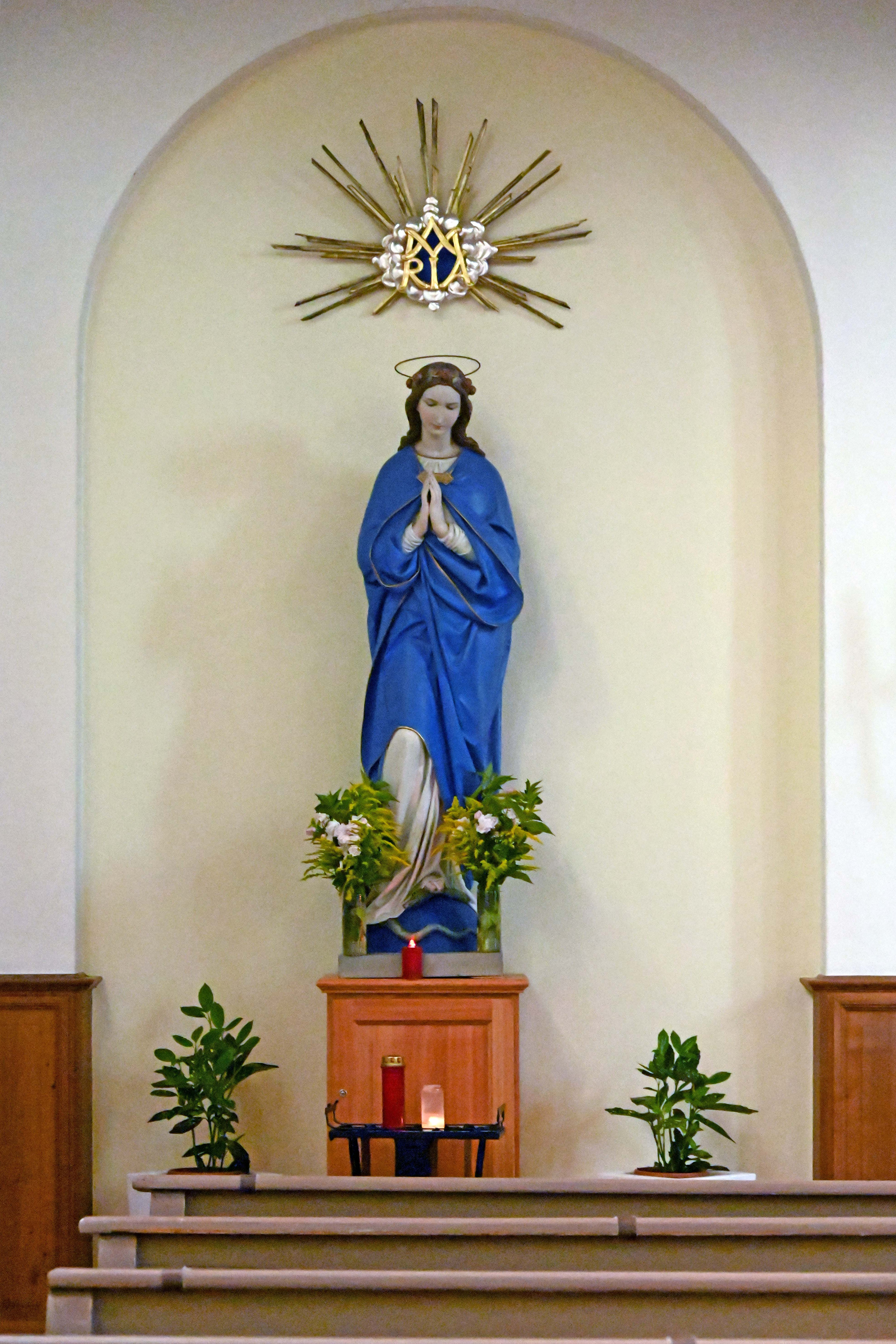
Marienfigur
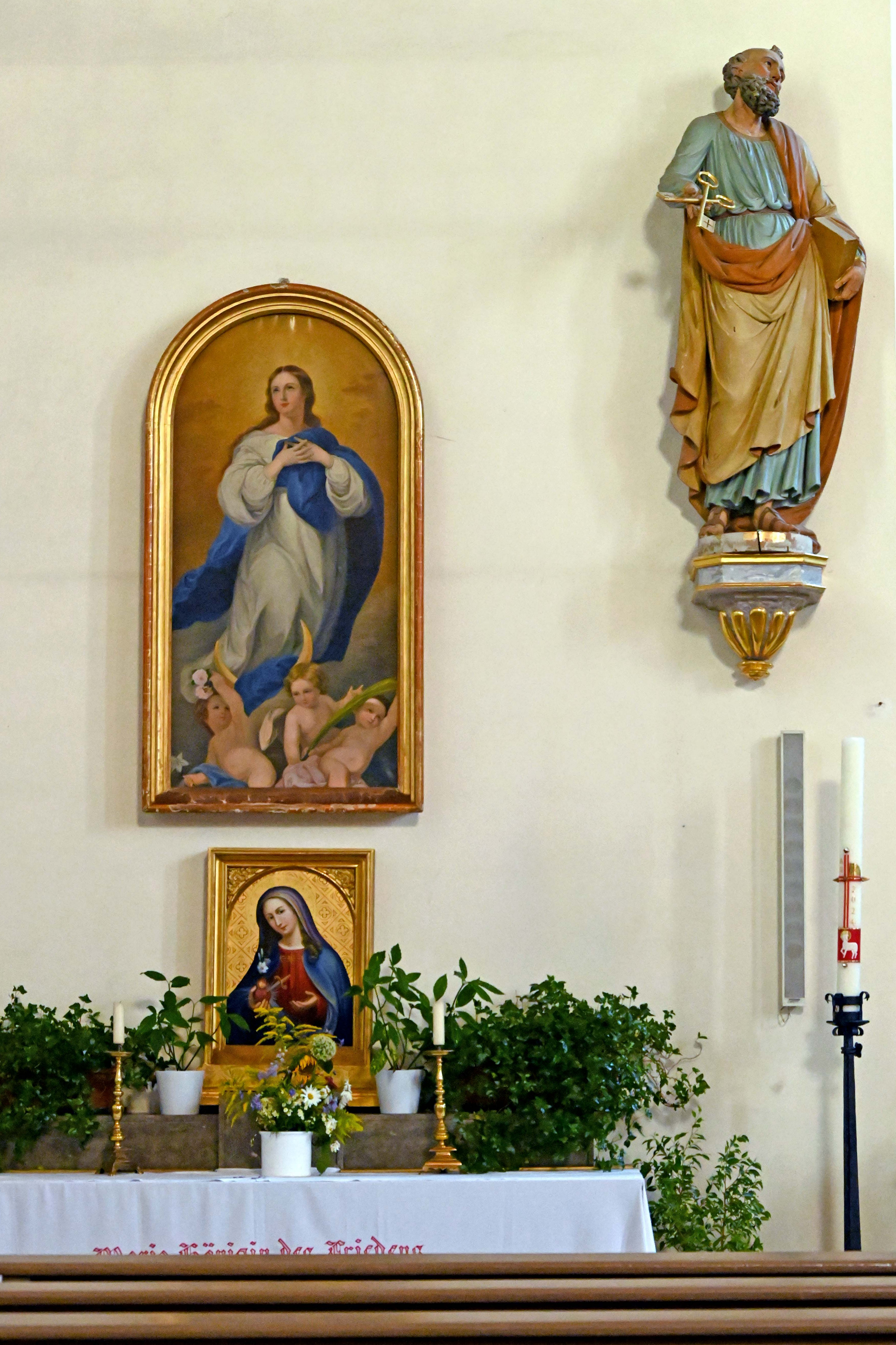
Linker Seitenaltar
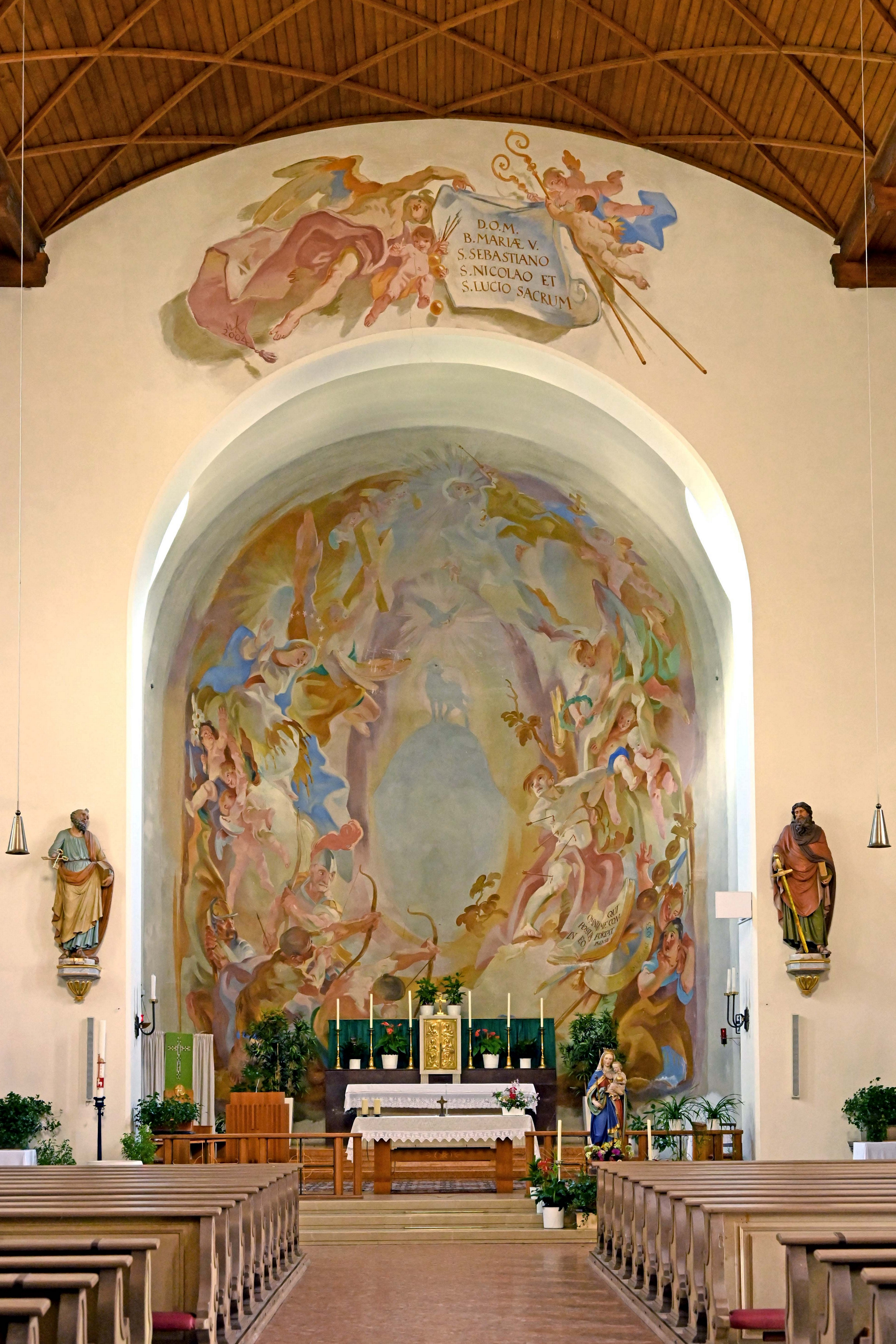
Altarraum
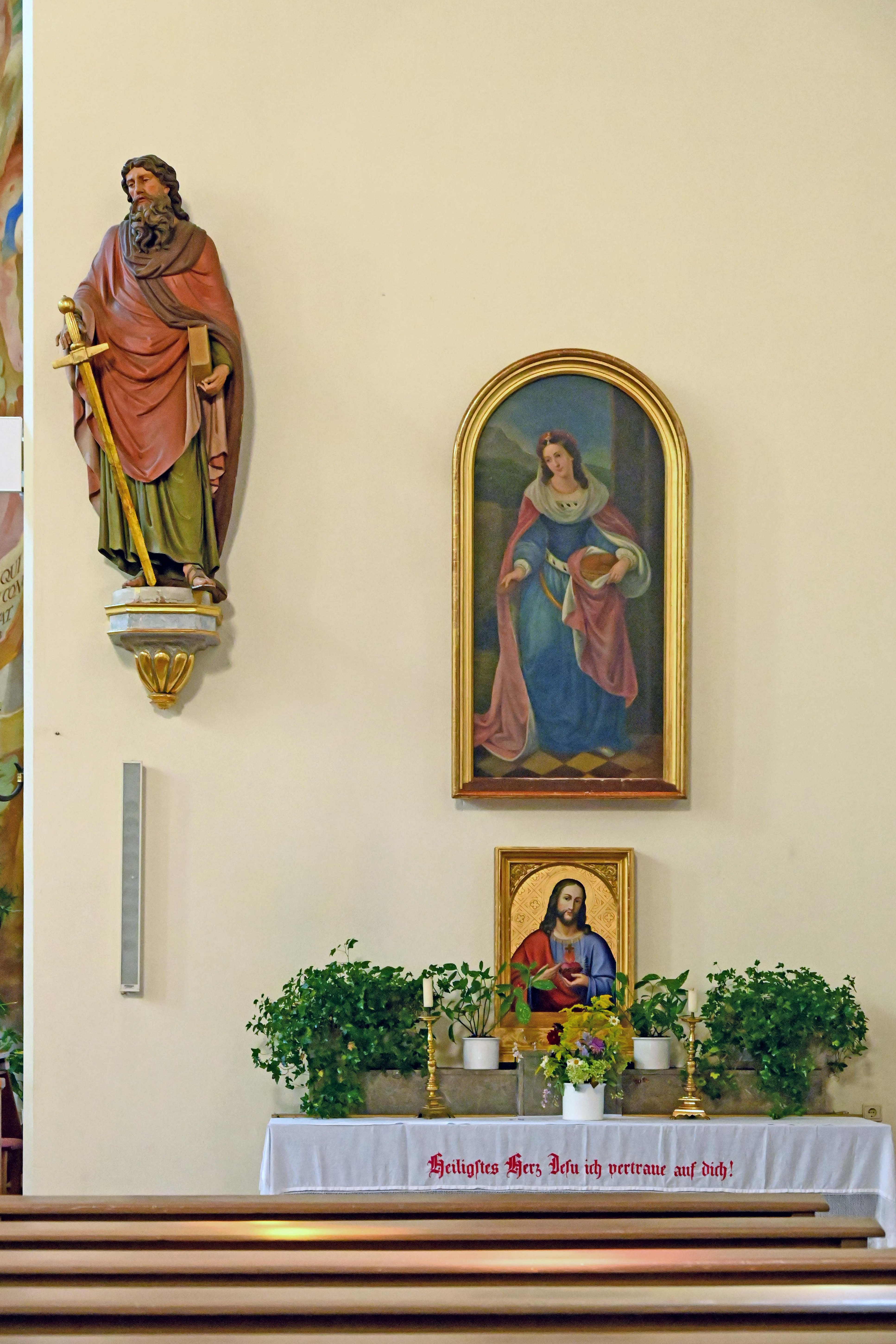
Rechter Seitenaltar
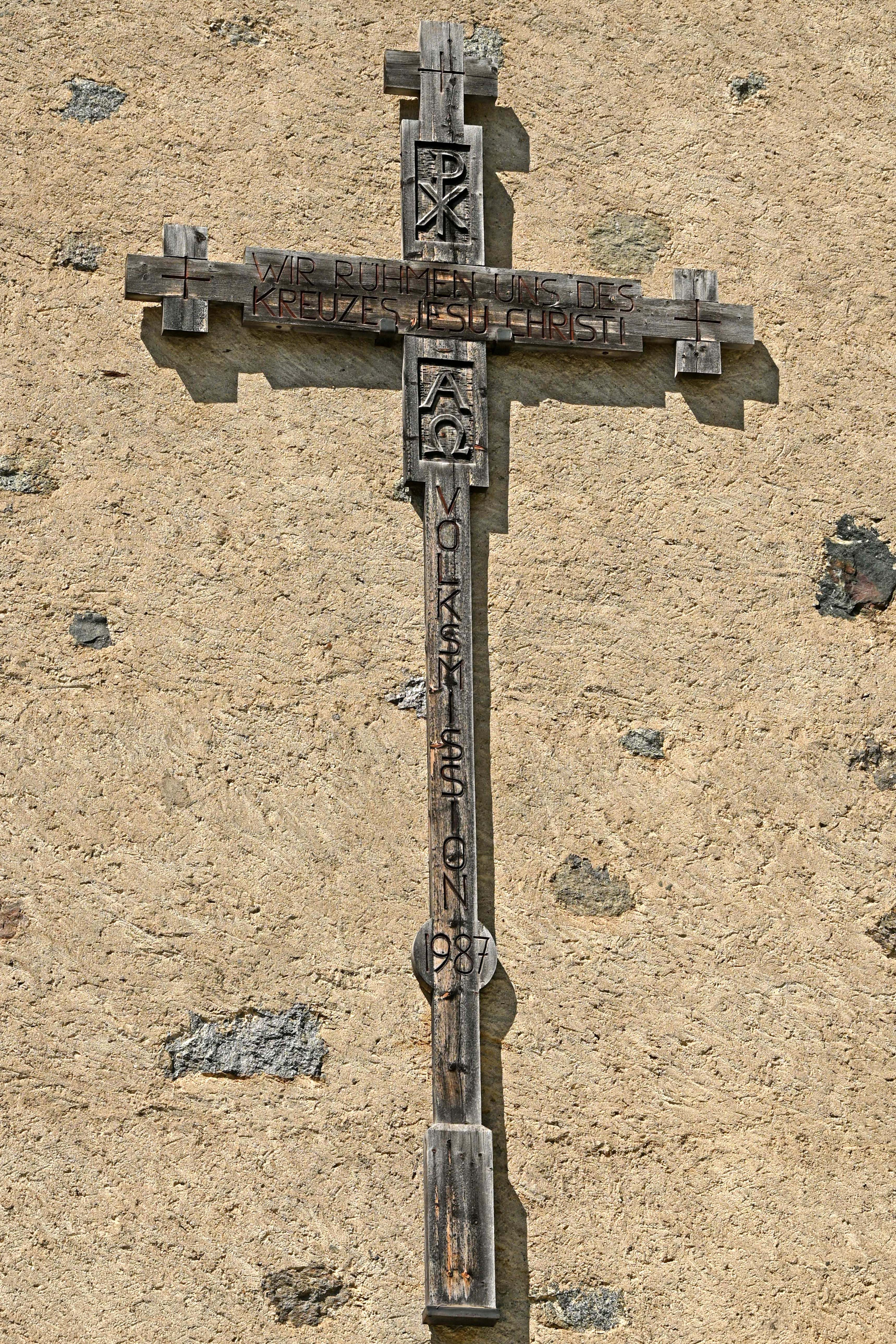
Missionskreuz 1987

### Orgel

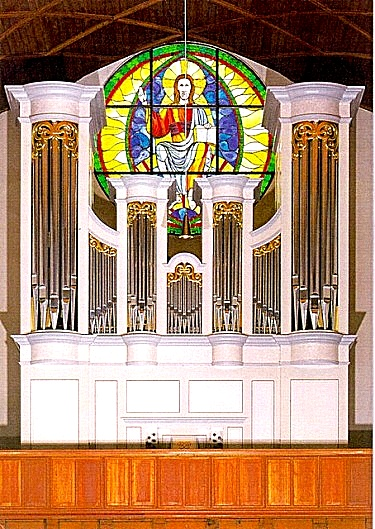
Felsberg-Orgel

Erst 1995 erhielt die Kirche eine neue Orgel von der Orgelbau Felsberg. Sie ist eine Schleifladenorgel mit einer zweimanualigen Spielanlage sowie mit mechanischer Register- und Spieltraktur.
Die Disposition weist 20 Register in folgender Verteilung auf:
| I Hauptwerk |       |
| Principal   | 8′    |
| Hohlflöte   | 8′    |
| Gamba       | 8′    |
| Oktave      | 4′    |
| Spitzflöte  | 4′    |
| Quinte      | 2 ⁄3′ |
| Superoktave | 2′    |
| Mixtur IV   | 1 ⁄3′ |
| Trompete    | 8′    |

| II Nebenwerk   |                |
| Gedackt        | 8′             |
| Rohrflöte      | 4′             |
| Blockflöte     | 2′             |
| Sesquialter II | 2 ⁄3′ + 1 3⁄5′ |
| Zimbel III     | 1′             |
| Dulcian        | 8′             |

| Pedal     |                     |
| Principal | 16′                 |
| Octavbass | 8′                  |
| Octave    | 4′                  |
| Posaune   | 16′ mit Holzbechern |
| Trompete  | 8′                  |

- Koppeln: II/I, I/P, II/P